# Trichotropis inflata
Trichotropis inflata är en snäckart som beskrevs av Friele 1879. Trichotropis inflata ingår i släktet Trichotropis och familjen toppmössor. Inga underarter finns listade i Catalogue of Life.